# Honakere, Nagamangala
Honakere là một làng thuộc tehsil Nagamangala, huyện Mandya, bang Karnataka, Ấn Độ.